# كونستا راسيموس
كونستا راسيموس (بالإنجليزية: Konsta Rasimus)‏، (15 ديسمبر 1990) هو لاعب كرة قدم فنلندي محترف يلعب لنادي هونكا.

## روابط خارجية
كونستا راسيموس على موقع قاعدة بيانات كرة القدم.إي يو (الإنجليزية)
- كونستا راسيموس على موقع Soccerway.com (الإنجليزية)